# 1936 au Vatican
Chronologie du Vatican
- 1932
- 1933
- 1934
- 1935
- 1936
- 1937
- 1938
- 1939
- 1940

Cette page concerne les évènements survenus en 1936 au Vatican  :

## Évènement
- 28 octobre : Création de l'Académie pontificale des sciences.